# Nationalstraße B1
Die namibische Nationalstraße B1 ist die wichtigste Nord-Süd-Verbindung in Namibia und durchquert das gesamte Land von der Grenze nach Angola bei Oshikango im Norden bis zur Grenze nach Südafrika bei Noordoewer im Süden. Durch die zentrale Trassenführung bildet die längste Nationalstraße Namibias die Hauptverbindung des Landes und ist Ausgangspunkt zahlreicher Hauptverkehrswege in West-Ost-Richtung. Die Nationalstraße B1 ist ein Teilstück des Trans-African Highway Nr. 3, der von Tripolis über Windhoek nach Kapstadt führt, sowie ein Teilstück der SADC-Fernstraßen Trans-Kalahari,  Walvis Bay-Ndola-Lubumbashi und Trans-Cunene.

## Verlauf
Die Nationalstraße B1 beginnt an der Grenze zu Angola bei Oshikango, mit Übergang der angolanischen EN120 in die Nationalstraße. Sie führt durch die Städte Ondangwa, Tsumeb, Otavi und Otjiwarongo. Nach der Ortsdurchfahrt von Okahandja endet die B1 etwa 15 Kilometer südlich der Ortschaft (Stand Oktober 2020) mit dem Übergang in die Autobahn A1. In Döbra nördlich der Kernstadt Windhoek beginnt die weitere Linienführung der Nationalstraße B1 mit dem erneuten Übergang aus der Autobahn A1. Sie führt als B1 durch Windhoek. Im weiteren Streckenverlauf folgen unter anderem die Städte Rehoboth, Mariental und Keetmanshoop. Im Süden an der Grenze zu Südafrika bei Noordoewer endet nach der Durchquerung von sieben namibischen Regionen und über 1500 km die Nationalstraße B1 und geht in die N7 über.

## Straßenverhältnisse
Die Nationalstraße B1 ist auf ihrer gesamten Länge als zweispurige asphaltierte Fernstraße ausgebaut. Einige Teilstücken der B1 sind im 2+1-System angelegt. Diese Spuren werden als sogenannte englisch Climbing Lanes („Kletterspuren“) bezeichnet und befindet sich vermehrt auf dem Streckenabschnitt zwischen Windhoek und Rehoboth.

## Zukünftige Entwicklung
Da sich ein weiterer vierspuriger Ausbau der Nationalstraße B1 zur Autobahn A1 in Planung bzw. Bau befindet, wird die Trassenlänge in den kommenden Jahren sukzessive abnehmen. Planungen sehen einen weiteren Ausbau zu einer Autobahn von Windhoek bis in das 80 km entfernte Rehoboth vor. Zusätzlich besteht eine Planung zum Umbau der Nationalstraße B1 zu einer Autobahn auf einem 80 km langen Teilstück zwischen Ondangwa und Omuthiya (mit einem vorgelagerten Ausbau der C46 ab Ongwediva bis Ondangwa).

## Bildergalerie

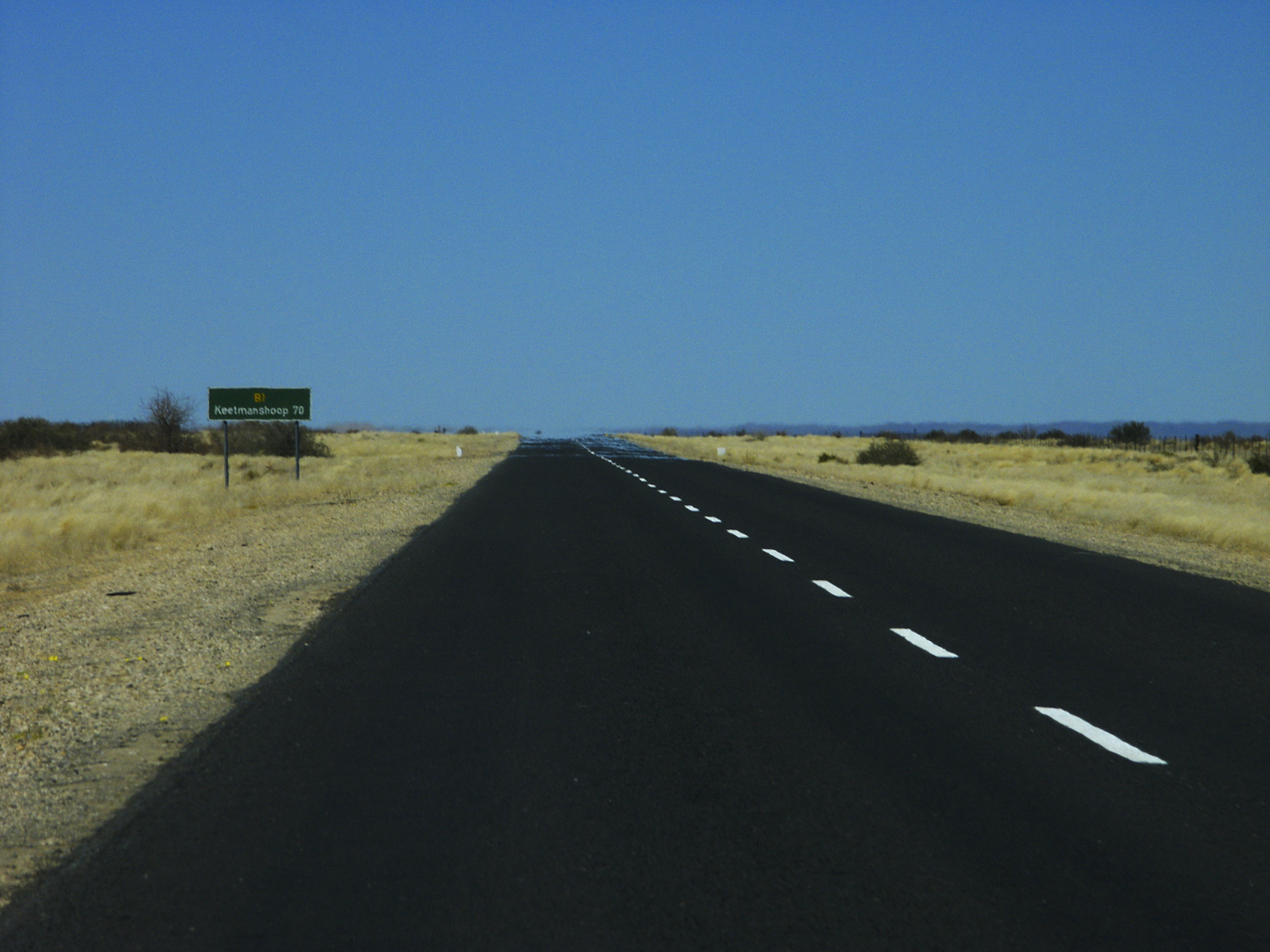
70 km nördlich von Keetmanshoop
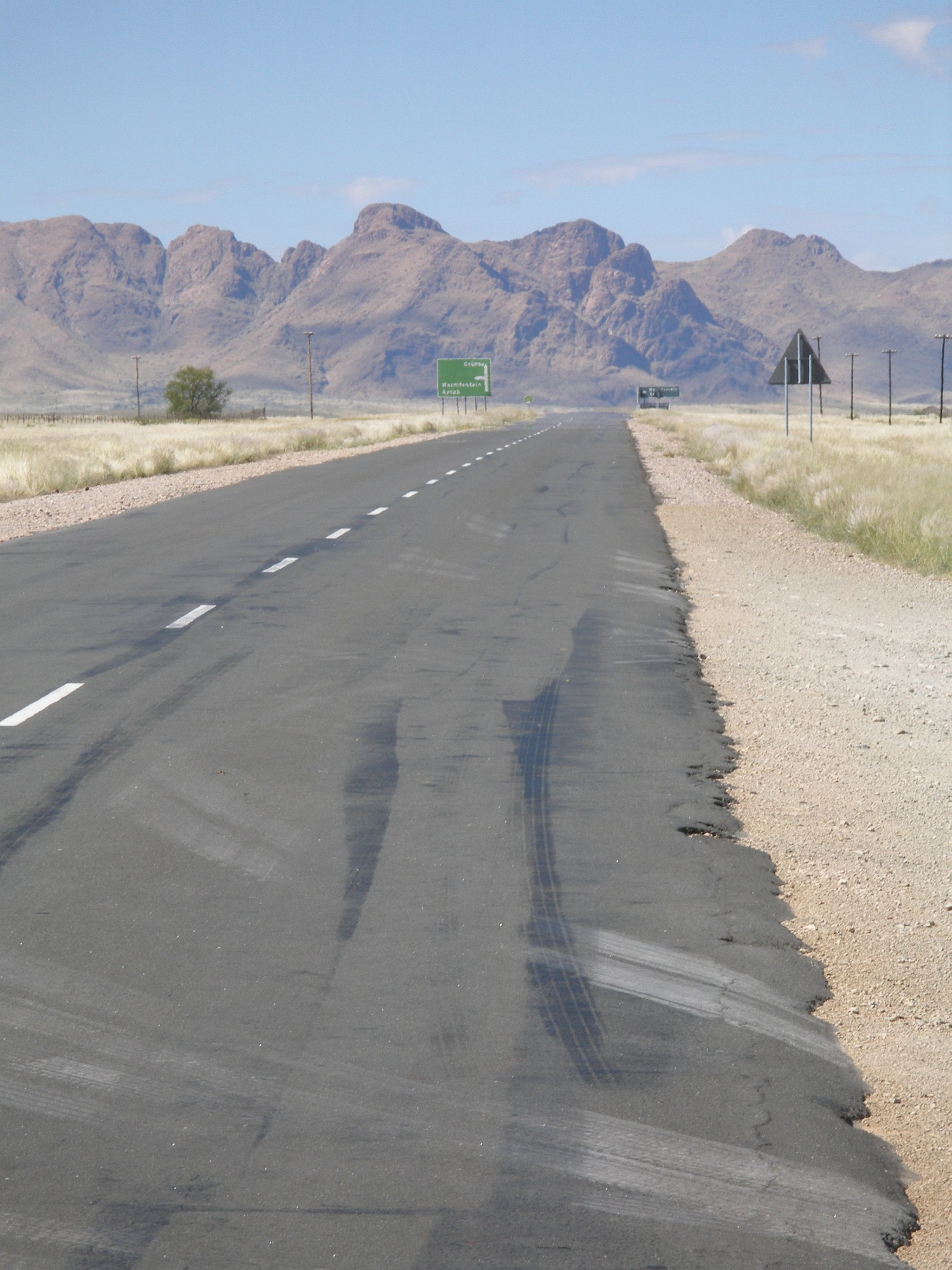
Karasberge bei Narubis
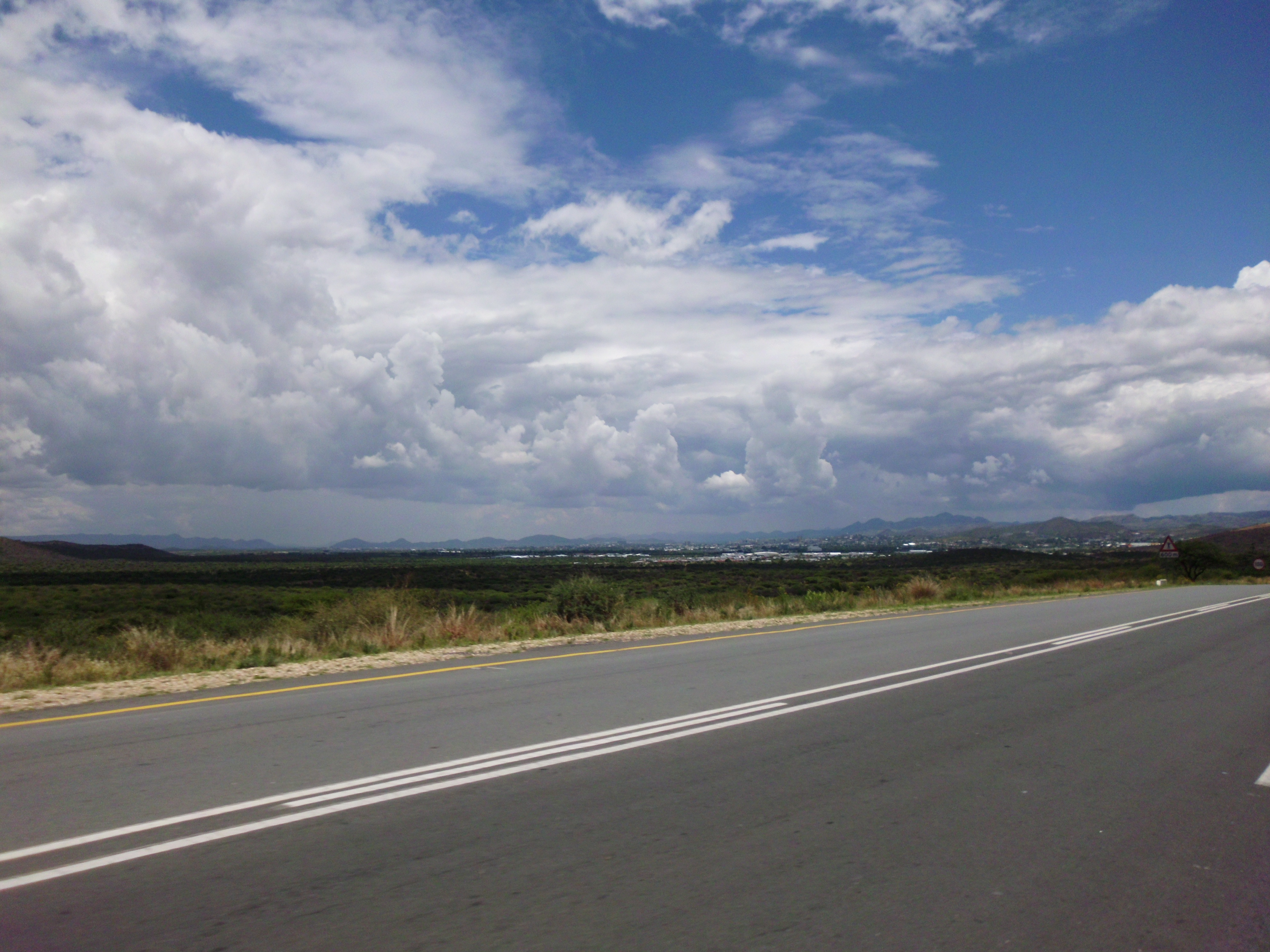
Zwischen Windhoek und Rehoboth
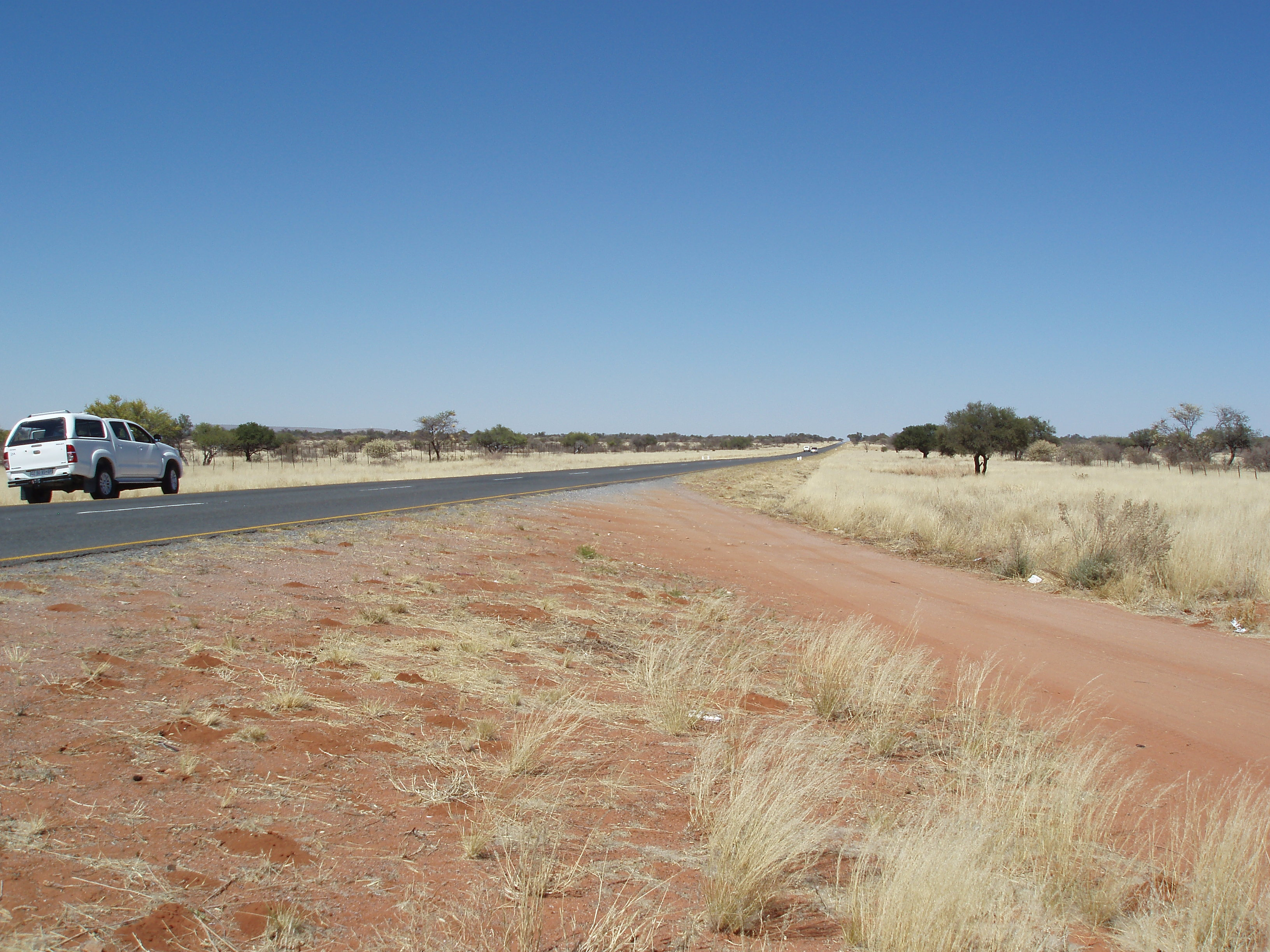
Am Wendekreis des Steinbocks
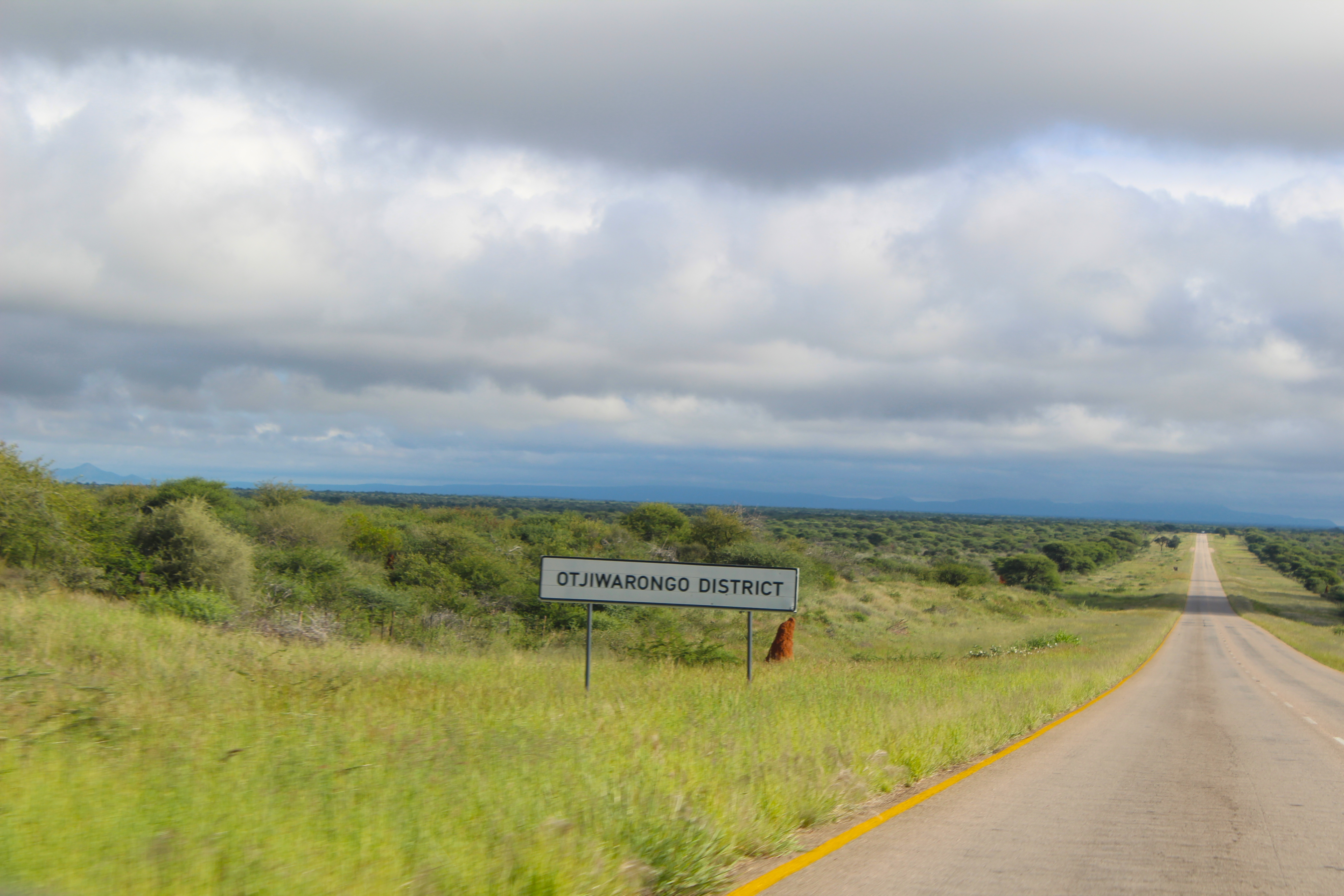
Hinweis auf den Kreis Otjiwarongo